# St. Laurentius (Bremm)

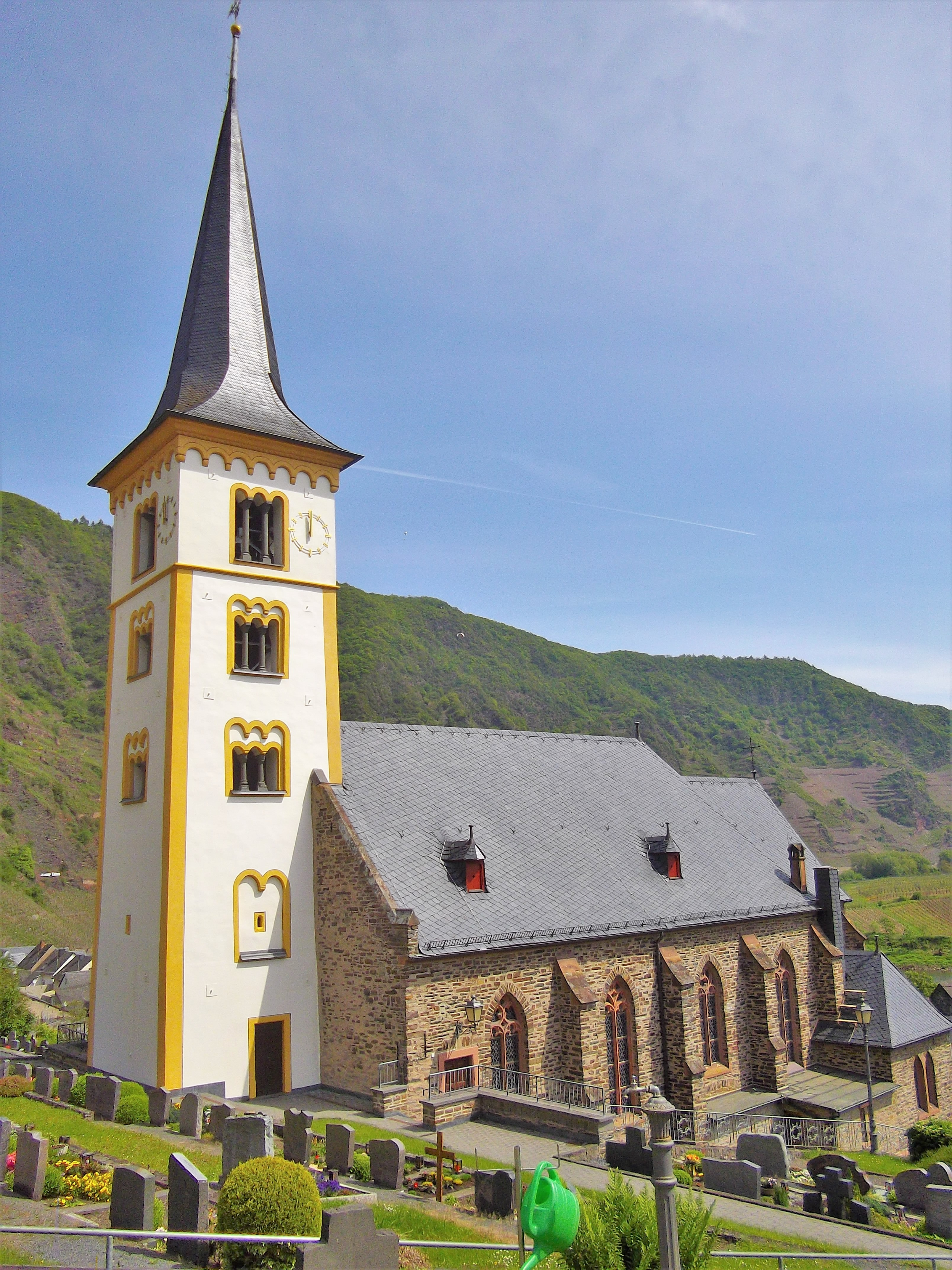
Bremm, St. Laurentius

Die römisch-katholische Pfarrkirche St. Laurentius steht in Bremm im rheinland-pfälzischen Landkreis Cochem-Zell in Deutschland.

## Geschichte
In einer Stiftungsurkunde der pfalzgräflichen Adelsfamilie Poppo aus dem Jahr 1097 wird eine erste Kirche in Bremm als Kirche in Brimba erwähnt, die an das Stift St. Simeon in Trier gestiftet wurde. Diese Kirche war eine Filiale des Pfarrbezirks Eller und war bereits zu Ehren des  Heiligen Laurentius geweiht. Im Jahr 1220 wurde die erste Kirche im Verzeichnis der erzbischöflichen Rechte als Kapelle im Landkapitel Kaimt-Zell und im Archidiakonat Karden erwähnt. Der Zehnt wurde zu zwei Dritteln vom Erzbischof von Trier und zu einem Drittel zwischen den Herren von Pyrmont, dem Stift St. Simeon und dem Kloster St. Irminen in Trier aufgeteilt. Des Weiteren wurde die Unterhaltung der Kirche in verschiedene Segmente unterteilt. Während der Erzbischof für die Instandhaltung des Chors, des Schiffs und des gesamten Daches verantwortlich war, waren die Gemeinde Bremm und die Filiale in Beuren für die Instandhaltung des Turms und der Sakristei zuständig. Im Jahr 1360 erhielt die Kapelle von Bremm durch Papst Innozenz VI. und Erzbischof Boemund II. ein Ablassprivileg, dessen Verwendung in der Errichtung eines Baufonds bestand.

### Bau der Neuen Kirche
Die neue St.-Laurentius-Kirche wurde um 1480 von  dem mittelrheinischen Steinmetz-Architekten als zweischiffige Halle mit Mittelpfeilern an einem Turm aus dem ausgehenden 12. Jahrhundert erbaut. Im Jahr 1831 wurde der romanische Westturm nach einem Brand restauriert und mit einem zusätzlichen Obergeschoss sowie dem heutigen Helm erweitert. Der spätgotische Bau wurde von 1860 bis 1862 umfassend renoviert. Im Jahr 1895 wurde das Langhaus von Dombaumeister Reinhold Wirtz und Architekt Josef Moritz in eine für die Mosel typische zweischiffige Halle mit filigraner Steinempore, schönen Schlusssteinen und Rippenkonsolen umgebaut.
Im Verlauf des Zweiten Weltkriegs wurde die Kirche am 27. Dezember 1944 durch einen Bombenangriff beschädigt. Es entstanden Risse in der Turmkonstruktion des Kirchturms. Zudem wurde die große Westempore durchschlagen. Die Schäden wurden nach dem Krieg bis 1947 beseitigt und die Westempore wieder instand gesetzt.
1968 gelang es der Kirchengemeinde Bremm, den alten steinernen Hochaltar des Hl. Laurentius für insgesamt 30.000 DM vom Schloss Gondorf zurückzukaufen. Der bis dato in der Kirche stehende Hochaltar wurde 1969 oder 1970 von der Eschfelder Kirchengemeinde für St. Luzia gekauft. Im Jahr 1995 wurden umfassende Renovierungsarbeiten an der Kirche durchgeführt. Die jüngsten Sanierungsmaßnahmen aus dem Jahr 2007 umfassten den Kirchturm, den Eingangsbereich sowie die Empore.

## Architektur und Ausstattung
Die Errichtung des Kerns der heutigen St. Laurentius erfolgte in der für die Region typischen zweischiffigen Form gegen Ende des 15. Jahrhunderts. Das Kirchenschiff, das aus zwei Achsen bestand, wurde durch einen Mittelpfeiler gestützt, aus dem die Rippen des Kreuzgewölbes hervorgingen. Es wies eine Länge von 9,45 m und eine Breite von 10,40 m auf und war somit nahezu quadratisch. Der an fünf Seiten eines Achtecks geschlossene Chor wies eine Breite von 6,25 Metern und eine Tiefe von 5,20 Metern auf. Er war mit Konsolen ausgestattet, die mit Brustbildern von Heiligen und Engeln verziert waren. An der Südseite des sakralen Gebäudes befand sich in einem Winkel zwischen Chor und Schiff eine Marienkapelle. Im Jahr 1507 genehmigte Jakob II. von Baden dort die Aufstellung eines Taufsteins. Der romanische Westturm zeichnete sich durch eine klare, ungegliederte Struktur aus und umfasste vier Stockwerke. Für die Kanten des Turms wurden in unregelmäßigen Abständen geschmückte Buntsandsteinquader verwendet. Ursprünglich war der Turm vom Schiff aus zugänglich. Im Rahmen des Umbaus im Jahr 1895 wurde die Laurentiuskirche um ein Drittel in östlicher Richtung erweitert, wodurch sie ihre heutige Form erhielt. Erhalten werden konnten der Mittelpfeiler, das Gewölbe, ein Teil der Maßwerkfenster sowie die Emporenbrüstung. Der Chor wurde aus altem Material und figürlichem Steinmetzschmuck wieder aufgebaut. Das Innere des Schiffs ist erhalten geblieben und wird von drei statt von einem Mittelpfeiler getragen. Bei der Gestaltung der Schmuckelemente, insbesondere der Konsolen, orientierte man sich an den historischen Vorbildern und reproduzierte ihre Formgebung. Auch die aus rotem Sandstein bestehende Westempore wurde mit alten Teilen in der ursprünglichen Form restauriert.

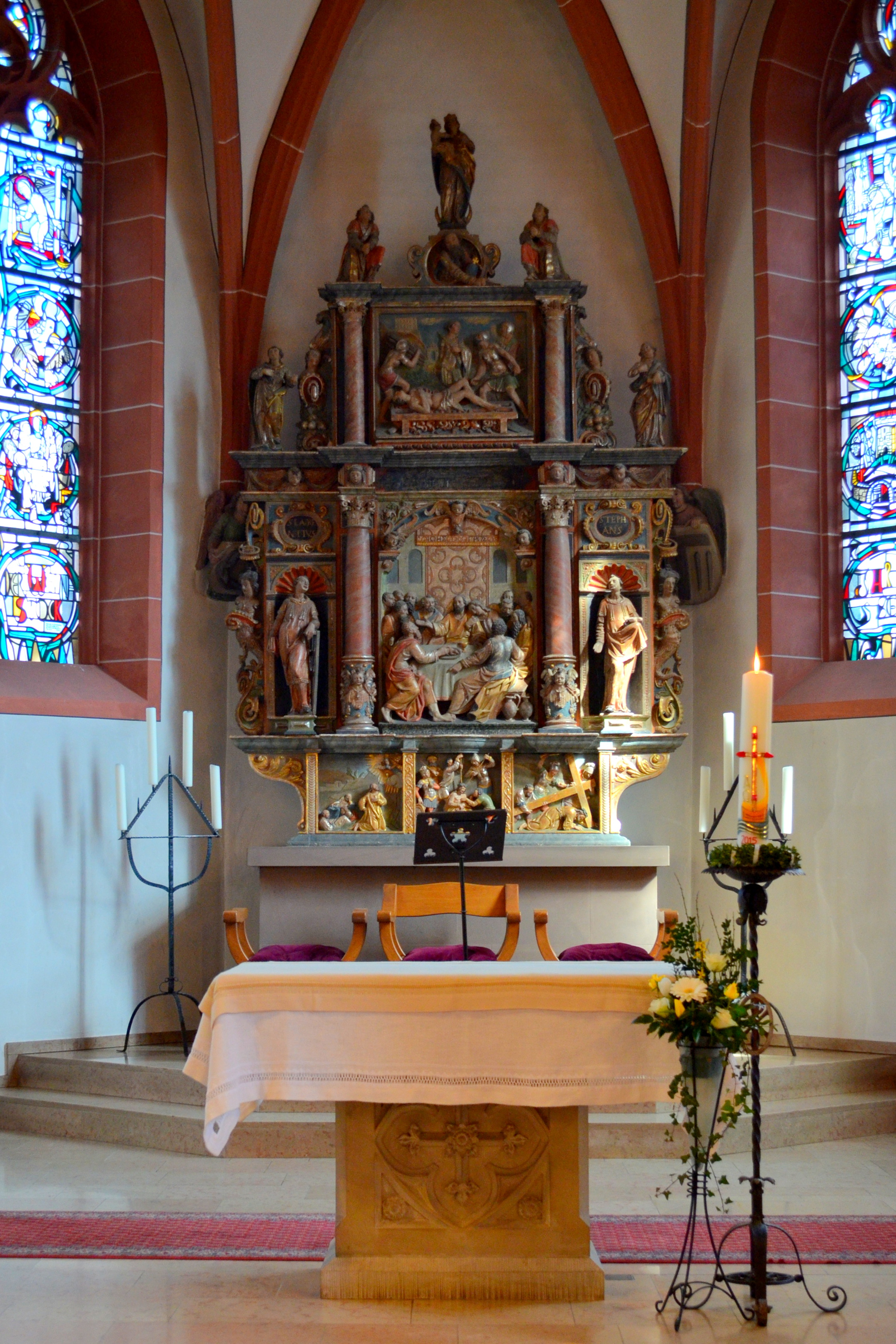
Hochaltar

Der aus Kalkstein gefertigte Hochaltar stammt aus dem Jahr 1630. Im Mittelfeld ist das Heilige Abendmahl dargestellt, im Unterteil Szenen aus der Passion. Im Aufbau ist das Martyrium des Heiligen Laurentius dargestellt. In den Konchen befinden sich Statuen. Links des Heiligen Laurentius, rechts des Heiligen Stephanus und auf der Spitze die Mutter Gottes mit Kind. Auf dem Hauptgesims befindet sich links die Figur eines Heiligen mit einem Buch in der rechten und einem Palmzweig in der geschlossenen linken Hand, während rechts eine Heilige mit einem Rosenkranz in der auf der Brust liegenden rechten Hand und einem Buch in der linken dargestellt ist. Des Weiteren sind die steinernen Nebenaltäre des Heiligen Sebastianus und der Heiligen Maria dem 17. Jahrhundert zuzuordnen. Der Marienaltar, gefertigt aus belgischem Savonette-Stein, wurde im Jahr 1895 in das Schloss Kalbeck integriert, während der Sebastianusaltar, ein Werk aus Tuffstein, dessen Entstehungsjahr auf das Jahr 1631 datiert wird, im Rheinischen Landesmuseum in Bonn zur Schau gestellt wird. Entsprechend den Vorstellungen der damals vorherrschenden Neugotik wurde die Erweiterung des sakralen Gebäudes im Stil der Neugotik ausgeführt. In der Folge wurden die Altäre des 17. Jahrhunderts veräußert, wobei der Hauptaltar mit der Bausumme des Baumeisters Clemens verrechnet wurde. In der Folge veräußerte dieser den Altar an die Sammlung Liebig. Die drei neugotischen Ädikula-Altäre wurden von dem renommierten Unternehmen Port aus Münstermaifeld geliefert. In den Nischen befanden sich bis auf eine Herz-Jesu-Statue des rechten Seitenaltars die gleichen Heiligenfiguren wie in den Nischen und auf den Gesimsen der alten Altäre.

## Glocken von Bremm
Die älteste erhaltene Glocke wurde im Jahr 1580 gefertigt und trägt die Inschrift „MARIA HEISSEN ICH, IN GOTES NAMEN LUET MAN MICH, IM JAHR 1580 HEINRICH VAN COLLEN GUS MICH“.
Im 19. Jahrhundert wurden weitere Kirchenglocken gegossen, da die vorhandenen Glocken aus dem 18. Jahrhundert zahlreiche Probleme und Schäden aufwiesen. Bereits im Jahr 1807 wurde die kleinste der vier Glocken aus dem 16. Jahrhundert durch den unsachgemäßen Gebrauch seitens einiger Ortsjungen fragmentiert und musste im Jahr 1808 in Marburg umgegossen werden. Bereits 1814 wurde dieselbe 340-Pfund-Glocke erneut beschädigt und schließlich 1819 an Johann Schadt in Neuwied verkauft. Im August 1826 wurden auch die Schäden an der großen 3338-Pfund-Glocke aus dem Jahr 1572 als schwerwiegend klassifiziert. Im Jahr 1830 wurde der französische Glockengießer Gaulard mit der Anfertigung neuer Glocken für Bremm beauftragt. Dieser Auftrag wurde jedoch von der königlich preußischen Regierung abgelehnt, da es nicht gestattet war, einen Ausländer mit dieser Aufgabe zu betrauen. Daher initiierte der Glockengießer Friedrich Bernhard aus Tiefenbach im August 1831 die Fertigung der Glocken. Die Qualität der Arbeit war jedoch unzureichend, was eine erneute Umgießung erforderlich machte.
Am 12. März 1833 traf Gaulard in Bremm ein. Bereits am 14. März unterschrieben die Verantwortlichen nach Beratungen einen Vertrag. Gaulard erhielt den Auftrag, die drei größten Glocken umzugießen. Die große Glocke sollte 3200 Pfund, die mittlere 2400 Pfund und die kleinste 1700 Pfund wiegen. Damals glaubte man, die Glocken wögen 3000, 1800 bzw. 1000 Pfund, doch dies war falsch. Um das fehlende Gewicht auszugleichen, sollten fünf Teile rotes Blockkupfer und ein Teil englisches Zinn verwendet werden. Somit war der errechnete Zuschuss von 1300 bis 1400 Taler zu niedrig angesetzt. Am 19. September 1833 warf man die Glocken herunter, zerschlug sie und wog sie stückweise. Dabei stellte sich ein bedeutender Unterschied im Gewicht heraus: 2293, 1475 und 721 Pfund. Glockengießer Gaulard initiierte tatsächlich im Jahr 1833 die Fertigung von drei Glocken, welche 1834 abgeschlossen werden konnte. Die neuen Glocken wurden in der Gießerei in Stadtkyll gegossen. Baltasar Kaspers von Birgel und Consorten transportierte das zerschlagene Metall auf Kosten von Gaulard zur Gießerei. Die Kirche trug zwei Drittel und die Gemeinde ein Drittel der Zusatzkosten. Am 10. Februar wurde der Schmelzofen befüllt, am 11. Februar wurden die Glocken gegossen. Am 19. Februar wurden die Glocken gewogen. Dabei stellte sich heraus, dass die größte 4060, die mittlere 2900 und die kleinste sogar 2055 Pfund wog. Am 3. März wurden die neuen Glocken nach Bremm gebracht.
Die Gesamtkosten beliefen sich somit auf 2837 Taler, 21 Silbergroschen und 8 Pfennige. Davon übernahm die Kirche 1891 Taler, 24 Silbergroschen und 5 Pfennige. Die Gemeinde übernahm 945 Taler, 27 Silbergroschen und 3 Pfennige.
Wie in vielen Orten sollten auch die Bremmer Kirchenglocken für die Kriegswirtschaft des Ersten Weltkriegs eingeschmolzen werden. Der Bremmer Pastor Josef Schilling konnte sich jedoch gegen die Beschlagnahmung der vier historischen Bronzeglocken zur Wehr setzen. Durch eine Vorführung der Glocken gelang es ihm, die Kriegsbehörde von der „besonderen Klangfülle“ zu überzeugen, weshalb auf eine Beschlagnahmung verzichtet wurde.
Im Zweiten Weltkrieg sollten die Kirchenglocken der Bremmer Kirche abermals beschlagnahmt werden, da sie wegen des Metallbedarfs für die Kriegswirtschaft benötigt wurden. Trotz erneuter Proteste gelang es jedoch nicht, die Behörden von der Beschlagnahmung abzuhalten. Am 3. September 1942 montierten die Behörden die Glocken ab und transportierten sie ab. Bremm erhielt leihweise eine Glocke aus Ediger.
Nach Kriegsende wollte die Bremmer Kirchengemeinde ihr Kirche so schnell wie möglich wieder vervollständigen und kaufte dafür Glocken aus Stahl. Diese konnten 1947 erstmals geläutet werden. Zur gleichen Zeit wurde jedoch bekannt, dass auf einem ehemaligen Industriegelände in Hamburg etwa 1000 beschlagnahmte Kirchenglocken gefunden und noch nicht eingeschmolzen worden waren. Unter ihnen befanden sich auch die beschlagnahmten Bremmer Bronzeglocken. Diese wurden daraufhin in das Dorf zurückgeführt. Die neuen Stahlglocken wurden weiterverkauft, während die historischen Kirchenglocken wieder in den Kirchturm gehängt wurden.
Im Rahmen der Installation einer elektrischen Anlage zum Läuten der Glocken wurde die älteste noch vorhandene Glocke aus dem Jahr 1580 aus dem Turm entfernt und im Kirchenchor aufgestellt.

## Orgel

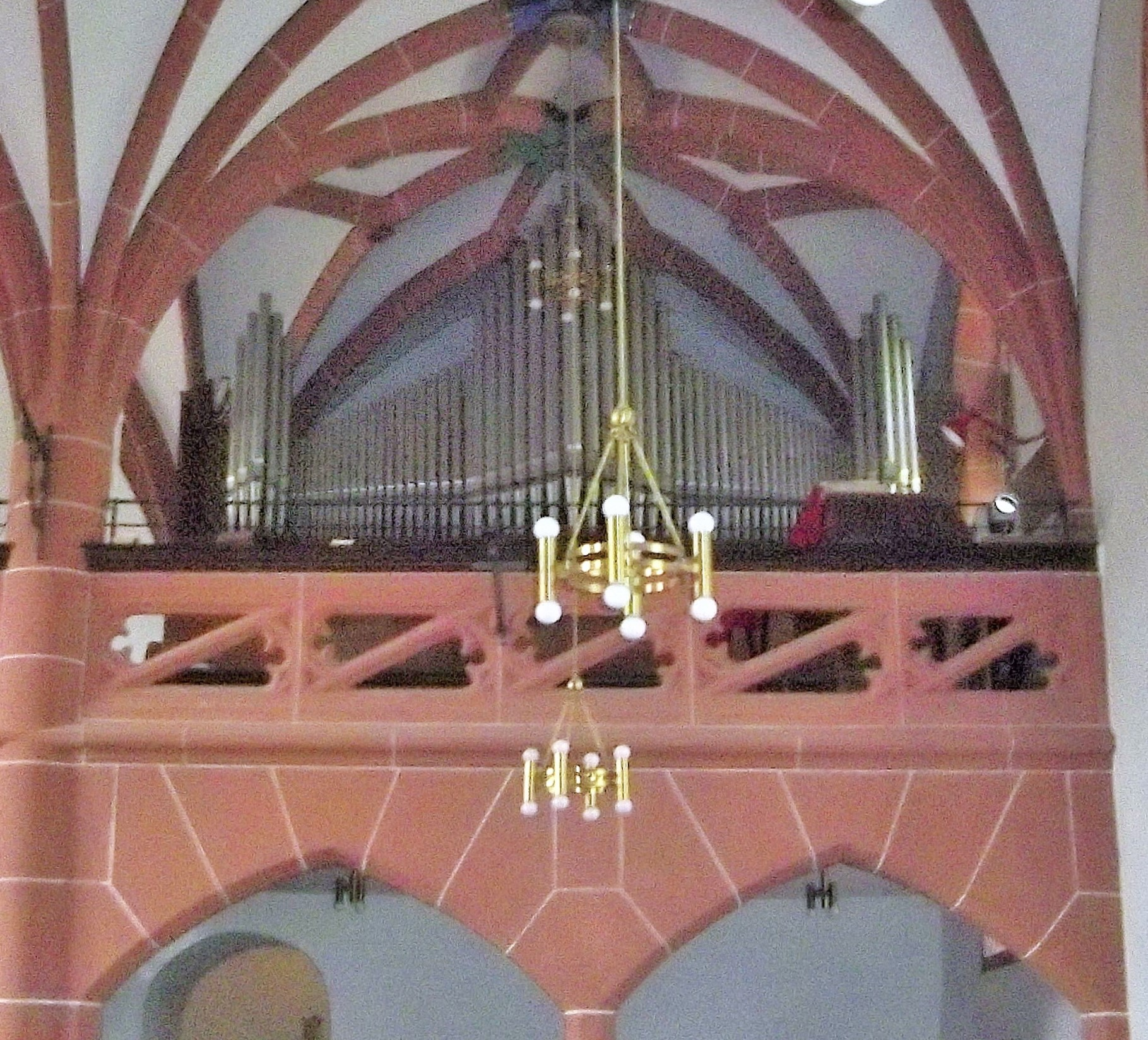
Sebald-Orgel

Die Orgel der St. Laurentius stammt von Eduard Sebald Orgelbau aus dem Jahre 1953. Sie wurde 1996 von Hubert Fasen generalüberholt.
| I Hauptwerk C– |               |     |
| 1.             | Principal     | 08′ |
| 2.             | Rohrflöte     | 08′ |
| 3.             | Quintadena    | 04′ |
| 4.             | Octave        | 02′ |
| 5.             | Mixtur III–IV |     |

| II Manual C– |                |     |
| 6.           | Gedackt        | 08′ |
| 7.           | Salicional     | 08′ |
| 8.           | Principal      | 04′ |
| 9.           | Blockflöte     | 04′ |
| 10.          | Sesquialter II |     |

| Pedal C– |              |     |
| 11.      | Subbass      | 16′ |
| 12.      | Octavbass    | 08′ |
| 13.      | Gedacktbass  | 08′ |
| 14.      | Gedacktflöte | 04′ |
| 15.      | Bauernflöte  | 02′ |

- Koppeln: II/I, I/P, II/P